# Serie A 1937/1938
Soutěžní ročník Serie A 1937/1938 byl 38. ročník nejvyšší italské fotbalové ligy a 9. ročník pod názvem Serie A. Konal se od 12. září 1937 do 24. dubna 1938. Soutěž vyhrál počtvrté ve své klubové kariéře Ambrosiana-Inter.
Nejlepším střelcem se stal italský hráč Giuseppe Meazza (Ambrosiana-Inter), který vstřelil 20 branek.

## Události

### Před sezonou
Nováčci z druhé ligy byl vítěz Livorno, které se vrátilo do nejvyšší ligy po dvou letech. Další nováček Atalanta hrála naposledy v nejvyšší lize v sezoně 1928/29. Kluby z 3. ligy Corniglianese a Rivarolese se sloučily a přidaly se k Sampierdarenese, který se musel přejmenovat na AC Liguria.
V oblasti přestupů se velké změny nestaly. Obhájci titulu z Boloně se o žádného dobrého hráče neposílila. Ambrosiana-Inter koupilo reprezentanta Olmiho (Brescia). Do Turína přišel reprezentant Neri (Lucchese) a po pěti letech vrátil střelec Rossetti (Neapol). Naopak po 17 letech odešel dohrát kariéru do Varese Janni. Dohrát kariéru do nižších lig se rozhodli Bertolini (Juventus), Vojak (Lucchese) a Allemandi (Řím). Do Neapole přišel Rocco (Triestina), který nahradil kapitána Sallustra, který odešel po 11 letech do Salernitany. Donati vyměnil dres Boloně za Římský.

### Během sezony
Obhájce titulu z minulé sezony Boloňa se těžko rozjíždělo, to využil Juventus a Ambrosiana-Inter, kteří se střídali ve vedení v tabulce. Nakonec zimním mistrem byl Ambrosiana-Inter. V posledních dvou kolech se o titul pralo pět týmů (Ambrosiana-Inter, Juventus, Janov, Milán a Boloňa). Jenže Ambrosiana-Inter oproti soupeřům ani v jednou utkání neprohrál a mohl tak slavit po osmy letech svůj čtvrtý titul v historii. Na druhém místě skončil o dva body Juventus a třetí místo bral Janov s Milánem, kteří měli shodně o tři body méně než mistr.
V zóně sestupu se od začátku sezony pohybovaly kluby Livorno, Atalanta, Lucchese a také Fiorentina. Od 18. kola se z posledním dvou míst neodpoutala Fiorentina a Atalanta, které nakonec sestoupily.

## Účastníci
| Klub             | Město     | Stadion                           | Trenér                                                                  | Nejlepší střelec                      |
| ---------------- | --------- | --------------------------------- | ----------------------------------------------------------------------- | ------------------------------------- |
| Ambrosiana-Inter | Milán     | Arena Civica                      | Armando Castellazzi                                                     | Giuseppe Meazza (20)                  |
| Atalanta         | Bergamo   | Stadio Mario Brumana              | Ottavio Barbieri                                                        | Alessandro Fornasaris (5)             |
| Bari             | Bari      | Stadio della Vittoria             | Tony Cargnelli                                                          | Cesare Grossi (8)                     |
| Boloňa           | Boloňa    | Stadio Littoriale                 | Árpád Weisz                                                             | Carlo Reguzzoni (15)                  |
| Fiorentina       | Florencie | Stadio Giovanni Berta             | Ottavio Baccani (1.–19. kolo) Ferenc Molnár                             | Vinicio Viani (8)                     |
| Janov            | Janov     | Stadio Luigi Ferraris             | William Garbutt                                                         | Pietro Arcari, Carlos Servetti (9)    |
| Juventus         | Turín     | Stadio Benito Mussolini           | Virginio Rosetta                                                        | Guglielmo Gabetto, Savino Bellini (8) |
| Lazio            | Řím       | Stadio Nazionale                  | József Viola                                                            | Silvio Piola (15)                     |
| Liguria          | Janov     | Stadio del Littorio               | Adolfo Baloncieri                                                       | Luciano Peretti (11)                  |
| Livorno          | Livorno   | Stadio Edda Ciano Mussolini       | Mario Magnozzi (1.–3. kolo) Ulisse Uslenghi (4.–5. kolo) Gyula Lelovics | Angelo Pomponi (7)                    |
| Lucchese         | Lucca     | Stadio del Littorio               | Ernő Erbstein (1.–17. kolo) Umberto Caligaris                           | Piero Andreoli (6)                    |
| Milán            | Milán     | Campo San Siro                    | József Bánás                                                            | Aldo Boffi (16)                       |
| Neapol           | Neapol    | Stadio Partenopeo                 | Angelo Mattea (1.–14. kolo) Eugen Payer                                 | Giuseppe Gerbi (8)                    |
| Řím              | Řím       | Campo Testaccio, Stadio Nazionale | Guido Ara                                                               | Danilo Michelini (16)                 |
| Turín            | Turín     | Stadio Filadelfia                 | Gyula Feldmann (1.–16. kolo) Mario Sperone                              | Fioravante Baldi (9)                  |
| Triestina        | Terst     | Campo del Littorio                | Jenő Konrád                                                             | Guglielmo Trevisan (18)               |

## Tabulka
| Poř. | Tým              | Z  | V  | R  | P  | VG | OG | B  |
| ---- | ---------------- | -- | -- | -- | -- | -- | -- | -- |
| 1.   | Ambrosiana-Inter | 30 | 16 | 9  | 5  | 57 | 28 | 41 |
| 2.   | Juventus         | 30 | 14 | 11 | 5  | 43 | 22 | 39 |
| 3.   | Janov            | 30 | 15 | 8  | 7  | 50 | 35 | 38 |
| 4.   | Milán            | 30 | 13 | 12 | 5  | 43 | 27 | 38 |
| 5.   | Boloňa           | 30 | 14 | 9  | 7  | 46 | 34 | 37 |
| 6.   | Řím              | 30 | 14 | 8  | 8  | 44 | 31 | 36 |
| 7.   | Triestina        | 30 | 12 | 12 | 6  | 35 | 22 | 36 |
| 8.   | Lazio            | 30 | 11 | 10 | 9  | 48 | 30 | 32 |
| 9.   | Turín            | 30 | 12 | 8  | 10 | 39 | 37 | 32 |
| 10.  | Neapol           | 30 | 8  | 12 | 10 | 37 | 39 | 28 |
| 11.  | Liguria          | 30 | 8  | 8  | 14 | 33 | 42 | 24 |
| 12.  | Livorno          | 30 | 8  | 8  | 14 | 29 | 45 | 24 |
| 13.  | Bari             | 30 | 8  | 7  | 15 | 35 | 60 | 23 |
| 14.  | Lucchese         | 30 | 5  | 11 | 14 | 28 | 55 | 21 |
| 15.  | Atalanta         | 30 | 4  | 8  | 18 | 22 | 50 | 16 |
| 16.  | Fiorentina       | 30 | 3  | 9  | 18 | 28 | 60 | 15 |

Poznámky
- Z = Odehrané zápasy; V = Vítězství; R = Remízy; P = Prohry; VG = Vstřelené góly; OG = Obdržené góly; B = Body
- za výhru 2 body, za remízu 1 bod, za prohru 0 bodů.
- při rovnosti bodů rozhodoval rozdíl mezi vstřelených a obdržených branek.

|  | Mistr ligy + kvalifikoval se na Středoevropský pohár 1938 |
|  | Kvalifikoval se na Středoevropský pohár 1938              |
|  | Sestup do Serie B                                         |

## Statistiky

### Výsledková tabulka
|            | Ambrosiana | Atalanta | Bari | Boloňa | Fiorentina | Janov | Juventus | Lazio | Liguria | Livorno | Lucchese | Milán | Neapol | Řím | Turín | Triestina |
| ---------- | ---------- | -------- | ---- | ------ | ---------- | ----- | -------- | ----- | ------- | ------- | -------- | ----- | ------ | --- | ----- | --------- |
| Ambrosiana | –          | 1:0      | 9:2  | 2:0    | 5:1        | 0:0   | 2:1      | 3:1   | 2:1     | 3:1     | 4:0      | 2:1   | 2:1    | 1:0 | 1:0   | 1:2       |
| Atalanta   | 1:1        | –        | 0:0  | 1:2    | 1:1        | 3:4   | 0:1      | 0:0   | 2:0     | 1:3     | 1:0      | 0:0   | 2:0    | 0:2 | 2:1   | 0:3       |
| Bari       | 0:2        | 2:1      | -    | 0:1    | 1:0        | 2:0   | 0:0      | 5:1   | 0:0     | 1:1     | 2:1      | 2:3   | 3:1    | 2:0 | 0:0   | 0:0       |
| Boloňa     | 1:0        | 2:1      | 4:1  | –      | 0:0        | 2:2   | 0:0      | 0:2   | 3:2     | 5:1     | 3:0      | 2:2   | 3:2    | 2:0 | 2:0   | 0:0       |
| Fiorentina | 0:3        | 4:0      | 1:1  | 2:1    | –          | 1:2   | 1:1      | 1:1   | 3:1     | 1:2     | 0:0      | 0:1   | 1:3    | 1:4 | 1:2   | 2:2       |
| Janov      | 1:1        | 0:0      | 4:1  | 1:3    | 1:0        | –     | 1:2      | 2:1   | 0:2     | 4:1     | 3:0      | 0:1   | 2:1    | 1:1 | 2:1   | 2:2       |
| Juventus   | 2:1        | 5:0      | 3:1  | 0:0    | 5:2        | 1:2   | –        | 1:1   | 0:1     | 2:0     | 1:0      | 2:0   | 2:1    | 0:0 | 3:0   | 2:0       |
| Lazio      | 1:3        | 4:0      | 3:1  | 2:0    | 5:0        | 2:1   | 1:1      | –     | 3:0     | 3:0     | 3:0      | 1:1   | 0:0    | 1:1 | 6:0   | 2:1       |
| Liguria    | 3:1        | 2:1      | 5:0  | 0:0    | 1:1        | 0:1   | 1:3      | 2:1   | –       | 1:1     | 2:1      | 1:1   | 0:0    | 1:1 | 0:3   | 1:2       |
| Livorno    | 0:0        | 1:1      | 1:0  | 3:2    | 1:1        | 0:1   | 0:1      | 1:0   | 2:3     | –       | 2:1      | 1:2   | 1:0    | 0:2 | 1:1   | 0:1       |
| Lucchese   | 3:3        | 3:2      | 2:1  | 3:3    | 2:1        | 0:4   | 0:0      | 0:0   | 0:0     | 1:1     | –        | 1:1   | 2:2    | 2:0 | 2:2   | 1:0       |
| Milán      | 1:0        | 3:0      | 5:1  | 0:1    | 3:1        | 2:2   | 1:1      | 2:2   | 2:1     | 1:0     | 4:0      | –     | 3:1    | 1:0 | 0:1   | 0:0       |
| Neapol     | 1:1        | 1:0      | 1:0  | 1:1    | 3:0        | 2:2   | 1:1      | 1:0   | 3:2     | 1:1     | 2:1      | 1:1   | –      | 2:2 | 1:1   | 3:0       |
| Řím        | 1:1        | 2:1      | 3:2  | 0:1    | 4:0        | 1:3   | 2:1      | 2:1   | 1:0     | 1:0     | 5:0      | 3:1   | 2:1    | –   | 2:1   | 1:1       |
| Turín      | 1:1        | 2:1      | 2:4  | 3:1    | 2:0        | 0:1   | 1:1      | 1:0   | 3:0     | 4:1     | 3:2      | 0:0   | 0:0    | 3:1 | –     | 1:0       |
| Triestina  | 1:1        | 0:0      | 6:0  | 3:1    | 2:1        | 2:1   | 2:0      | 0:0   | 1:0     | 0:2     | 0:0      | 0:0   | 3:0    | 0:0 | 1:0   | –         |

### Střelecká listina
| Pořadí | Jméno              | Klub             | Branky |
| ------ | ------------------ | ---------------- | ------ |
| 1.     | Giuseppe Meazza    | Ambrosiana-Inter | 20     |
| 2.     | Guglielmo Trevisan | Triestina        | 18     |
| 3.     | Danilo Michelini   | Juventus         | 16     |
| 3.     | Aldo Boffi         | Milán            | 16     |
| 5.     | Carlo Reguzzoni    | Boloňa           | 15     |
| 5.     | Silvio Piola       | Lazio            | 15     |
| 7.     | Pietro Ferraris    | Ambrosiana-Inter | 14     |
| 8.     | Umberto Busani     | Lazio            | 12     |
| 9.     | Luciano Peretti    | Liguria          | 11     |
| 9.     | Bruno Maini        | Boloňa           | 11     |

## Vítěz
| Serie A Vítěz pro rok 1937/38 |
| ----------------------------- |
| FC Inter Milán                |
|                               |